# Ulvöregattan
Ulvöregattan är en seglingstävling, ibland felaktigt benämnd Ulvön Runt (efter Pelle Melinders Minnessegling som går runt Ulvöarna). Den avgörs i Ulvöhamn och runt Ulvöarna i Sverige. Regattan arrangeras i juli. På torsdagen seglas en tävling runt Gnäggen och på fredagen det klassiska Ulvöskrinet, varefter regattan sedan avslutas med Pelle Melinders Minnessegling runt Ulvöarna på lördagen. Tävlingarna sker i olika klasser, såsom Lilla SRS, Stora SRS och Flerskrov. Det räknas även fram en totalsegrare bland dem som deltagit i regattan.
 
2009 firade Ulvöregattan 100 år och med över 100 deltagande båtar befäste Ulvöregattan sin position bland Sveriges regattor. Regattan är Bottenhavets största regatta, Sveriges sjunde största regatta och Sveriges förmodligen fjärde äldsta regatta.

## Historia
Ur ett av ÖSS protokoll från 1908 framgår i en artikel i Örnsköldsviksposten att man diskuterat att hålla tävlingsseglingar vid Ulvön, med deltagande från hela Västernorrlands län.
1909 utformade ÖSS ordförande Rudolf Andersson med flera ett regelförslag för tävlingen.

Söndagen den 29 augusti 1909 hölls den första tävlingen om Ulföskrinet, då kallad Ulföpokalen. Den vanns premiäråret av en lotsbåt med Vilhelm Nordeman vid rodret.